# Переволочна (Золочівський район)
Переволо́чна — село в Україні, у Золочівському районі Львівської області, Колишній центр Переволочнянської сільської ради. Розташоване за 19 км на північний схід від колишнього райцентру — міста Буська та за 74 км від Львова. Населення становить 522 особи.
Назва поселення пішла від волокти, де перетягували (волокли) судна та вантажі з басейну Дніпра до басейну Західного Бугу. Поселення сполучало таким чином як Польщу з Україною, так і Балтійське море з Чорним морем.
За місцевою ж легендою назва села виникла від того що на сучасне місце "переволокли" волоками будівлі з села Ярославка, яке існувало раніше на пагорбі за 2 км на південний захід від Переволочної. Селяни Ярославки перенесли свої житла на сусідній, нижчий, оточений болотами пагорб, через часті набіги татар і розташування при активному на той час шляху з Бродів до Кам'янки-Струмилової наприкінці 15 століття. Перша згадка про село Переволочна відноситься до 1498 р. 

## Церква
В селі була дерев'яна церква Введення в Храм Пресвятої Богородиці 1754 року, яка згоріла вночі проти 25 квітня 2011 (пам'ятка народної архітектури галицької школи).

## Відомі люди

### Народилися
- доктор Андрусяк Микола Григорович — український історик і публіцист, директор Інституту історії України в окупованому Києві (1941—1944), вояк УГА та Армії УНР
- доктор Василь Лагола — директор Народного Дому у Львові, керував будівництвом Народного Дому, Преображенської церкви та Бурси Інституту «Народний Дім» у Львові.
- Василь Рудко — український філософ, публіцист, політичний діяч.
- Мисак Юрій Орестович — український актор, режисер.